# 吕健林
吕健林（1996年7月26日—），中国男子射击运动员，2024年射击世界杯巴库站男子双向飞碟金牌得主、2024年夏季奥林匹克运动会混合团体双向飞碟铜牌得主。